# Hwang Seok-ho
Đây là một tên người Triều Tiên, họ là Hwang.
Hwang Seok-ho (黄錫鎬, sinh ngày 27 tháng 6 năm 1989) là một cầu thủ bóng đá người Hàn Quốc hiện tại thi đấu cho Shimizu S-Pulse.  Anh giành huy chương đồng cùng với đội tuyển bóng đá nam Hàn Quốc tại Thế vận hội Mùa hè 2012.

## Thống kê câu lạc bộ
Cập nhật đến ngày 4 tháng 11 năm 2017.
| Thành tích câu lạc bộ | Thành tích câu lạc bộ | Thành tích câu lạc bộ              | Giải vô địch | Giải vô địch | Cúp                   | Cúp                   | Cúp Liên đoàn | Cúp Liên đoàn | Châu lục | Châu lục  | Khác    | Khác      | Tổng cộng | Tổng cộng |
| Mùa giải              | Câu lạc bộ            | Giải vô địch                       | Số trận      | Bàn thắng    | Số trận               | Bàn thắng             | Số trận       | Bàn thắng     | Số trận  | Bàn thắng | Số trận | Bàn thắng | Số trận   | Bàn thắng |
| Nhật Bản              | Nhật Bản              | Nhật Bản                           | Giải vô địch | Giải vô địch | Cúp Hoàng đế Nhật Bản | Cúp Hoàng đế Nhật Bản | J. League Cup | J. League Cup | AFC      | AFC       | Khác    | Khác      | Tổng cộng | Tổng cộng |
| --------------------- | --------------------- | ---------------------------------- | ------------ | ------------ | --------------------- | --------------------- | ------------- | ------------- | -------- | --------- | ------- | --------- | --------- | --------- |
| 2012                  | Sanfrecce Hiroshima   | J1 League                          | 18           | 0            | 0                     | 0                     | 4             | 0             | -        | -         | 3       | 0         | 28        | 0         |
| 2013                  | Sanfrecce Hiroshima   | J1 League                          | 26           | 3            | 2                     | 0                     | 0             | 0             | 3        | 0         | -       | -         | 31        | 3         |
| 2014                  | Sanfrecce Hiroshima   | J1 League                          | 12           | 0            | 1                     | 0                     | 3             | 0             | 5        | 1         | 1       | 0         | 22        | 1         |
| 2015                  | Kashima Antlers       | J1 League                          | 24           | 0            | 0                     | 0                     | 4             | 1             | 5        | 0         | -       | -         | 33        | 1         |
| Trung Quốc            | Trung Quốc            | Trung Quốc                         | Giải vô địch | Giải vô địch | Cúp FA                | Cúp FA                | CSL Cup       | CSL Cup       | Châu Á   | Châu Á    | Khác    | Khác      | Tổng cộng | Tổng cộng |
| 2017                  | Tianjin Teda          | Giải bóng đá ngoại hạng Trung Quốc | 15           | 0            | 0                     | 0                     | -             | -             | -        | -         | -       | -         | 15        | 0         |
| Tổng                  | Tổng                  | Tổng                               | 80           | 3            | 3                     | 0                     | 11            | 1             | 13       | 1         | 4       | 0         | 114       | 5         |

1. ↑  Bao gồm Giải bóng đá Cúp câu lạc bộ thế giới và Siêu cúp Nhật Bản.

## Danh hiệu

### Câu lạc bộ
Sanfrecce Hiroshima
- J1 League Vô địch (2): 2012, 2013
- Siêu cúp Nhật Bản Vô địch (1): 2014

Kashima Antlers
- J1 League Vô địch (1): 2016
- Cúp Hoàng đế Nhật Bản Vô địch (1): 2016
- Vô địch J. League Cup (1): 2015